# نقيل الجزار (حارة)

تعديل مصدري - تعديل

نقيل الجزار هي إحدى حارات حي الظهار بمدينة إب اليمنية، بلغ تعداد سكانها 558 نسمة حسب تعداد اليمن لعام 2004.